# Estadio Polideportivo de Pueblo Nuevo
Estadio Polideportivo de Pueblo Nuevo – to wielofunkcyjny stadion w mieście San Cristóbal, w Wenezueli. Jest to wielofunkcyjny stadion z bieżnią używany głównie do meczów piłki nożnej i lekkoatletyki. Jest domową areną klubu piłkarskiego Deportivo Táchira. Jest znany jako "święta świątynia piłki nożnej" w Wenezueli, bo na tym stadionie reprezentacja Wenezueli w piłce nożnej rozegrała kilka swoich najlepszych meczów. Obiekt leży w typowo kochającym piłkę nożną regionie Andów, który kontrastuje z większością kraju, gdzie bardziej popularnym jest baseball.